# Marcia Torres
Marcia Alejandra Torres Mostajo (Antofagasta, 9 de mayo de 1949-Antofagasta, 8 de enero de 2011) fue una mujer transgénero chilena, conocida por ser una de las primeras que se sometió a una cirugía de afirmación de género en América Latina.

## Primeros años
Marcia Alejandra Torres Mostajo nació en Antofagasta el 9 de mayo de 1949. Su madre, Fresia Mostajo Salinas, era ama de casa y su padre, Alberto Torres, era minero y miembro del sindicato del cobre. El único varón asignado al nacer, con dos hermanas menores, Marcia tuvo una expresión de género femenina desde muy joven y jugaba con las muñecas de sus hermanas, cuyo cabello le gustaba peinar. Entre los 12 y 13 años se dio cuenta de que la imagen de su cuerpo en su mente no coincidía con su apariencia física. Hablando de esta época en una entrevista de 2007, Marcia Torres dijo que fue muy complejo porque aunque sabía que era una niña, quería que sus senos se desarrollaran, las caderas se ensancharan y el cabello creciera largo.
Asistió al Liceo de Hombres en Antofagasta, y abandonó los estudios antes de terminar la enseñanza secundaria en 1965 como resultado de la intimidación de sus compañeros de clase. Quería estudiar peluquería, pero su padre la presionó para enviarla a realizar el servicio militar, a lo que su madre se opuso. Para continuar su educación, Torres leyó revistas y periódicos de la extensa biblioteca de su padre. En 1968, leyó un artículo en la revista Reader's Digest sobre Christine Jorgensen, una estadounidense que se había sometido a una cirugía de reasignación de sexo en Dinamarca, en el cual supo que antes de la operación, Jorgensen se había sometido a un tratamiento con terapia de estrógenos y comenzó a autoadministrarse grandes dosis de anticonceptivos, obtenidos con la ayuda de una hermana menor. Comenzó a usar el nombre de «Marcela», el mismo nombre de una de sus hermanas, cuyos documentos de identificación usaba con frecuencia.

## Carrera
Cuando Torres cumplió 17 años, había conseguido una clientela para su negocio de cabello y se ganó una reputación por su habilidad con la coloración del cabello. También empezó a conocer a otros homosexuales y a organizar fiestas clandestinas donde los que quisieran podían vestirse de mujer; un día, un amigo de una de esas fiestas trajo a un cliente que se resistía a acercarse a otros estilistas. El 15 de junio de 1969 fue una de las involucradas en el escándalo de la calle Huanchaca, escapando por los techos de viviendas contiguas; otros 9 jóvenes homosexuales fueron detenidos en la casa ubicada en dicha calle de la ciudad de Antofagasta y arrestados hasta el 2 de julio, en los cuales sufrieron maltratos y abusos.
A partir de julio de 1969 trabajó con el Blue Ballet, un grupo de danza formado exclusivamente por travestis, y que llegó a presentarse en Antofagasta en julio de dicho año, pocos días después del escándalo de la calle Huanchaca. La compañía, que contó con la participación de Candy Dubois, se presentó en ciudades mineras del norte de Chile y en el reconocido teatro Bim Bam Bum de Santiago. El estilista, que solía hacer las pelucas para el ballet, estaba enfermo y se había quedado en Santiago. El grupo necesitaba que peinaran las pelucas de los bailarines con urgencia para un espectáculo al día siguiente y le mostró a Torres fotos de lo que necesitaba; trabajando durante 12 horas, Marcia terminó las 15 pelucas. El cuerpo de baile quedó conforme con el trabajo y se amplió su compromiso en Antofagasta. Cuando la compañía se preparó para partir, invitaron a Torres a acompañarlos a Calama para un compromiso de un mes, y al concluir dicho espectáculo, se le pidió que se uniera al grupo en una gira por Bolivia y Perú. Como aún era menor de edad, la madre de Torres convenció a su esposo para que le proporcionara una autorización firmada que le permitiera a Torres unirse al Blue Ballet.
Regresó a Antofagasta en 1970, y el 18 de marzo de 1973 fue detenida durante una redada en la «Casa de Palo», vivienda ubicada en la avenida Argentina y en donde se realizaba una fiesta privada. Fueron detenidas 24 personas: 8 hombres que se encontraban travestidos, 2 estudiantes y 14 conscriptos. Los 8 primeros detenidos formaban parte de un club de homosexuales denominado «El Anillo Rojo», y la situación generó revuelo en la prensa de la época al comparar dicha razzia con el escándalo de la calle Huanchaca.
Marcia Torres se sometió a una cirugía de afirmación de género en Santiago en 1973 y a un procedimiento de seguimiento unos meses después, antes de volver al trabajo. Para 1975 se desempeñaba como vedette, alcanzando estatus de estrella en los teatros Bim Bam Bum y Picaresque de Santiago —en donde participó de la obra Operación Sex, estrenada en marzo de dicho año—, integrando el equipo del humorista Daniel Vilches, y en las discotecas El Dorado y El Kreyzy de Antofagasta, ciudad a la que retornó en 1975 para retomar sus labores de estilista.

## Transición

### Contacto y diagnóstico
En 1971, Torres leyó un artículo periodístico sobre el urólogo Antonio Salas Vieyra, quien estaba estudiando la posibilidad de realizar una cirugía para efectuar el cambio de sexo. Salas y Osvaldo Quijada habían creado la Sociedad Chilena de Sexología Antropológica en 1966 con la esperanza de usar la operación para ayudar a las personas que tenían un trastorno de identidad. Torres intercambió cartas con Quijada y Salas explicando su deseo de realizarse el procedimiento quirúrgico. Acompañada de su madre, Torres viajó a Santiago y se sometió a una serie de exámenes físicos, psiquiátricos y psicológicos administrados por médicos del cuerpo médico de la Universidad de Chile. Fue diagnosticada con pseudohermafroditismo, lo que según explicó el semanario chileno Vea significaba que Torres era genéticamente hombre pero psíquicamente mujer.

### Bases legales
Una vez que los médicos autorizaron a Torres para la cirugía, se consultó a los abogados para determinar si había algún impedimento legal. Como no existía una ley específica que abordara la modificación genital quirúrgica en Chile en ese momento, se determinó que un juez tendría la autoridad discrecional para pronunciarse sobre cualquier caso presentado ante el tribunal con respecto a un cambio en el registro de sexo. Durante la presidencia de Salvador Allende también hubo una brecha en el código legal que permitía a las personas cambiar sus nombres, si su nombre "menoscabara su identidad". La Ley N° 17.344, sancionada el 22 de septiembre de 1970, permitía el cambio de nombre si el nombre actual creaba un menoscabo material o moral, para corregir una filiación no conocida anteriormente, o en los casos en que la persona fuera conocida por un nombre diferente al documentos oficiales durante más de cinco años. Si un tribunal aprobaba el cambio, la ley exigía la publicación en el Diario Oficial de una notificación de los nombres y apellidos actuales que la parte pretendía comenzar a utilizar. Después de la publicación, debía transcurrir un período de espera de treinta días para que terceros se opusieran al cambio antes de que el tribunal fuera autorizado a formalizar el cambio de nombre.

### Cirugía y cambio de nombre
Existen distintas versiones sobre la fecha y lugar exactos de la operación, ya que algunas fuentes señalan que ocurrió el 3 de marzo de 1973 en el Hospital Clínico San Borja Arriarán, mientras que el doctor Salas Vieyra —en entrevista con la revista Vea— señala que esta se realizó en la Clínica República a mediados de mayo del mismo año. En una entrevista realizada por el diario La Patria en marzo de 1975, Marcia Torres señala que la primera cirugía se realizó el 9 de mayo de 1973 —coincidiendo con su cumpleaños—, la segunda el 28 de junio y la tercera en septiembre del mismo año.
Después de completar su cirugía, y con la asesoría del abogado Mario Arias, Torres solicitó a la corte en 1973 que se modificaran sus documentos sobre la base de un impedimento material, ya que su sexo biológico no coincidía con sus documentos de identificación. El 5 de diciembre de 1973, el tribunal ordenó la publicación de sus solicitudes de cambio de nombre y marca de género, que aparecieron en el Diario Oficial de la República de Chile el 2 de mayo de 1974. Después de la publicación, se dio una amplia cobertura informativa al evento y aparecieron artículos sobre sexualidad en revistas médicas, psiquiátricas y jurídicas, evaluando el procedimiento y abogando por la categorización, clasificación y educación sobre sexualidad. Las historias sensacionalistas de los medios discutieron si Torres era homosexual, señalando que como nunca se había sentido como un hombre, podría haberse sentido atraída por alguien del mismo sexo.
Luego del golpe de Estado en Chile de 1973, la dictadura de Augusto Pinochet comenzó a adoptar políticas que criminalizaban y marginaban las actividades de la comunidad homosexual y transexual, escalando la estigmatización social y la inseguridad entre su población, a la que se le negaban beneficios de salud y educación sanitaria. El artículo 365 del código penal sancionaba las relaciones entre hombres del mismo sexo y el artículo 373 establecía penas por faltas a la moral que no reforzaran los valores católicos y afirmaran el modelo de familia heterosexual para la sociedad. En la primera parte de la dictadura, el régimen y la prensa caracterizaron la cirugía de reasignación de sexo como una forma de regular los espacios públicos, ya que muchas personas LGBT se dedicaban al trabajo sexual y al ocio nocturno, lo que en efecto permitiría a las personas pasar de una identidad ilegal a uno legal. Antes de 1977, hubo otros cinco casos de personas transgénero que obtuvieron una cirugía de reasignación y cambio de nombre, publicados en el Diario Oficial.
A pesar de las dificultades, durante los siguientes diez años, Torres se sometió a numerosas cirugías y tratamientos adicionales para completar su transformación. Su amigo, Pedro Lemebel, dijo que la trataron como un conejillo de indias para la experimentación médica.

## Muerte y legado
Marcia Torres falleció el 8 de enero de 2011 en Antofagasta y sus cenizas fueron esparcidas en La Portada.
La vida de Torres es una ventana a los discursos cambiantes sobre género y sexualidad, así como a los debates sobre la ley de identidad y los derechos humanos básicos de los ciudadanos LGBT. La Ley de Identidad de Género, promulgada en 2018, reconoce el derecho a la identidad de género autopercibida y permite a las personas mayores de 14 años cambiar su nombre y género en documentos sin requisitos prohibitivos. La historia de Torres ha sido un elemento fundamental importante en la lucha por los derechos de las personas transgénero en Chile, allanando el camino para que Andrés Rivera Duarte y una mujer transgénero en 2007 cambiaran legalmente su nombre y género en documentos legales sin que la cirugía fuera un factor.